# Филотас Кокинос
Филотас Кокинос (на гръцки: Φιλώτας Κόκκινος) е гръцки общественик от XX век, кмет на Негуш.

## Биография
Кокинос е роден в македонския град Негуш (Науса) на 6 януари 1900 година в семейството на Аристидис Кокинос, богат негушки индустриалец с произход от влашката паланка Москополе и Калиопи, дъщерята на първия избран кмет на Негуш от XIX век Йоргос Лапавицас. По-големият му брат Георгиос Кокинос е член на Политическия комитет за национално освобождение (Правителството в планината) в Евритания в 1943 - 1944 година. Първоначално образование получава в Негуш, след това учи две години в Берската гимназия и заминава да учи в колеж в Александрия, където научава френски. Завършва образованието си в известното солунско училище „Нукас“. След завършването на образованието си работи в представителството на фирмата на баща си в Александрия, което продава промишлени продукти и селскостопанска продукцията от фермата им в Минощица (Моноспита). В 1927 година създава голяма спедиторска кантора в Пирея, за продаване на стоките от Негуш. Постепенно влиза в гръцкия икономически и политически елит. Става личен прятел с видния политик либерал Елевтериос Венизелос и с актьора Емилиос Веакис. В дома му живее, докато учи в Атина и бъдещият министър Такос Макрис от Битоля.
Кокинос се връща в Негуш в 1928 година и започва да се занимава с политика. Кандидатства за кмет на града, подкрепян от Ланаровци, които по-късно му стават врагове, но губи изборите от първия си братовчед Георгиос Пердикарис (Джон). За първи път е избран за кмет на Негуш в 1932 година, след Заводската стачка, в която загиват шестима души. Преизбран е в 1935 година, но мандатът му е прекъснат, след установяването на Диктатурата на Метаксас. През този период на своята управление той основава първата детска градина в Киоспи, закупувайки парцела Кирондза. Филотаснасърчава развитието на Негуш като индустриален град и смята, че трябва да се обръща внимание на грижата за децата в предучилищна възраст, поради заетостта на работниците в фабриките. Активно изгражда селски пътища и пътя Негуш - Горно Шел, като кани гражданите лично за работа. Схваща значението на планинския туризъм и успява да проведе първите общогръцки състезания по ски в 1935 година в курорта Шел, в които участва и престолонаследникът Павлос. Филотас организира в Негуш първата конференция на кметовете на балканските градове, която е почетена с присъствието от крал Георгиос II. Той разширява плана на града и премества енорийското гробище „Вагелистра“ на сегашното му място.
Кокинос е избран за трети секретар на Общогръцкия съюз на кметовете, длъжност, която заема дълги години. По време на Втората световна война е в Солун. В 1950 година се връща в Негуш и на първите следвоенни избори в 1951 година е избран отново за кмет. С прекъсване от един мандат от 1954 до 1959 година, остава кмет до уволнението си след установяването на Диктатурата на полковниците в 1967 година. През тези години организира общинска кухня за малки нуждаещи се деца, основава другите две детски градини, като взима вилата „Кирцис“ в Стумбани и основава трета детска градина в махалата Вангелистра. Изгражда ново кметство, което да побеле увеличилата се администрация и насочва парите от плана „Маршал“ към повторното отваряне на фабриките в града. Измолва стар валяк от министъра на благоустройството Константинос Караманлис и асфалтира всички улици в града. Успява да се сдобие с рентген от Берската болница. Филотас създава парка „Кьошк“ (Киоски) в града, което е неговата гордост. При създаването на нови улици и площади се сблъсква с богатата върхушка на града. След войната се опитва да възстанови прекратения планински туризъм и подобрява значително стадион „Константинидио“. Работи за изгражднето на технически училища в града.
В 1975 година участва в кметските избори, но ги губи и се оттегля от обществения живот. Умира от рак на простатата на 4 декември 1987 година.